# Марилянела
Марилянѐла (на италиански: Mariglianella) е градче и община в Южна Италия, провинция Неапол, регион Кампания. Разположено е на 28 m надморска височина. Населението на общината е 7468 души (към 2010 г.).